# Alan McInally
Alan Bruce McInally (10 de fevereiro de 1963) é um ex-futebolista escocês.

## Carreira
Alan McInally competiu na Copa do Mundo FIFA de 1990, sediada na Itália, na qual a seleção de seu país terminou na 18º colocação dentre os 24 participantes.